# ناتالیا یورچنکو
ناتالیا یورچنکو (به انگلیسی: Natalia Yurchenko) ژیمناست زادهٔ ۲۶ ژانویهٔ ۱۹۶۵ میلادی اهل کشور شوروی است.